# Taipingwan Jiedao
Taipingwan Jiedao (kinesiska: 太平湾街道, 太平湾) är en socken i Kina. Den ligger i provinsen Liaoning, i den nordöstra delen av landet, omkring 200 kilometer sydost om provinshuvudstaden Shenyang. Antalet invånare är 10848. Befolkningen består av 5 316 kvinnor och 5 532 män. Barn under 15 år utgör 8,0 %, vuxna 15-64 år 78 %, och äldre över 65 år 12,0 %.
Genomsnittlig årsnederbörd är 1 486 millimeter. Den regnigaste månaden är juli, med i genomsnitt 585 mm nederbörd, och den torraste är januari, med 12 mm nederbörd.